# گینکگوتوکسین
گینکگوتوکسین (به انگلیسی: Ginkgotoxin) با فرمول شیمیایی C9H13O3N یک ترکیب شیمیایی با شناسه پاب‌کم 76581 است.